# Triteleia acculta
Triteleia acculta är en stekelart som först beskrevs av Alan Parkhurst Dodd 1933.  Triteleia acculta ingår i släktet Triteleia och familjen Scelionidae. Inga underarter finns listade i Catalogue of Life.